# Internationaux de Tennis de Blois 2023
L'Internationaux de Tennis de Blois 2023 è stato un torneo maschile di tennis giocato sulla terra rossa. È stata la 14ª edizione del torneo, facente parte della categoria Challenger 75 nell'ambito dell'ATP Challenger Tour 2023. Si è giocato al A.A.J.B Blois Tennis di Blois, in Francia, dal 19 al 24 giugno 2023.

## Partecipanti

### Teste di serie
| Nazionalità | Giocatore              | Ranking* | Testa di serie |
| ----------- | ---------------------- | -------- | -------------- |
| Francia     | Quentin Halys          | 84       | 1              |
| Spagna      | Pedro Martínez         | 120      | 2              |
| Kazakistan  | Timofej Skatov         | 135      | 3              |
| Brasile     | Felipe Meligeni Alves  | 156      | 4              |
| Belgio      | Kimmer Coppejans       | 171      | 5              |
| Francia     | Harold Mayot           | 191      | 6              |
| Svezia      | Dragoș Nicolae Mădăraș | 207      | 7              |
|             | Evgenij Donskoj        | 230      | 8              |

* Ranking al 29 maggio 2023.

### Altri partecipanti
I seguenti giocatori hanno ricevuto una wild card per il tabellone principale:
- Mathias Bourgue
- Arthur Gea
- Clément Tabur

I seguenti giocatori sono entrati in tabellone come alternate:
- Murkel Dellien
- Filip Cristian Jianu

I seguenti giocatori sono passati dalle qualificazioni:
- Alex Michelsen
- Daniel Rincón
- Nikolas Sanchez Izquierdo
- Ugo Blanchet
- Kenny de Schepper
- Kyrian Jacquet

Il seguente giocatore è entrato in tabellone come lucky loser:
- Calvin Hemery

## Punti e montepremi
| Torneo    | Torneo              | V     | F     | SF    | QF    | 2T    | 1T  | Q | Q2  | Q1  |
| Singolare | Punti               | 75    | 50    | 30    | 16    | 7     | 0   | 4 | 2   | 0   |
| Singolare | Premi in denaro (€) | 9,880 | 5,820 | 3,450 | 2,000 | 1,165 | 720 | – | 360 | 185 |
| Doppio    | Punti               | 75    | 50    | 30    | 16    | –     | 0   | – | –   | –   |
| Doppio    | Premi in denaro (€) | 4,250 | 2,450 | 1,480 | 880   | –     | 500 | – | –   | –   |

## Campioni

### Singolare
Quentin Halys ha sconfitto in finale  Kyrian Jacquet con il punteggio di 4–6, 6–2, 2–0 rit.

### Doppio
Dan Added /  Grégoire Jacq hanno sconfitto in finale  Théo Arribagé /  Luca Sanchez con il punteggio di 6–4, 6–4.